# Miguel Ángel Jusayú
Miguel Ángel Juyasú (Wüinpumüin, Colombia; 1933-Maracaibo, 8 de junio de 2009) fue un escritor y profesor venezolano, docente de la cátedra Lenguas Indígenas de la Escuela de Letras de la Universidad del Zulia y de origen wayúu. Fue ganador del Premio Nacional de Literatura de Venezuela,
Pertenecía al clan Jusayu, perdió la vista a los 9 años de edad, a consecuencia de una enfermedad. En 1950, ingresó al Instituto Venezolano de Ciegos, en Caracas, para iniciar estudios de educación primaria, los cuales culminó exitosamente en 1956. Dos años después, se convirtió en el primer maestro de la enseñanza del código de lector-escritura Braille, en Maracaibo.

## Obras
- Morfología Guajira (1975)
- Jüküjaláirrua wayúu (Relatos Guajiros) (1975)
- El Idioma Guajiro. Su Fonética, su Ortografía y su Morfología (1978)
- Jüküjaláirrua wayúu II (Relatos Guajiros II) (1979)
- Diccionario de la lengua guajira: Castellano-guajiro (1981)
- Diccionario Sistemático de la Lengua Guajira (1988)
- Morfología de la Lengua Guajira
- Kanewa, el árbol que daba sed (2005), editado en Idioma wayúu y español
- Ni era vaca ni era caballo, editado en español, sueco, danés y noruego
- Gramática de la lengua guajira (Morfosintaxis)